# 双闸街道
双闸街道是中华人民共和国江苏省建邺区西南部的一个街道，面积17平方公里，下辖5个行政村、1个社区，户籍人口1.44万人。双闸街道西北面紧邻长江夹江，与江心洲隔夹江相望，南与雨花台区西善桥街道隔秦淮新河相望，东接建邺区沙洲街道、北邻建邺区兴隆街道。

## 下辖社区与行政村
- 双闸街社区
- 江南村
- 双闸村
- 红旗村
- 五星村
- 天保村